# Ornebius kanetataki
Ornebius kanetataki är en insektsart som först beskrevs av Matsumura, S. 1904.  Ornebius kanetataki ingår i släktet Ornebius och familjen Mogoplistidae. Inga underarter finns listade i Catalogue of Life.